# Cupaniopsis acuticarpa
Cupaniopsis acuticarpa är en kinesträdsväxtart som beskrevs av F. Adema. Cupaniopsis acuticarpa ingår i släktet Cupaniopsis och familjen kinesträdsväxter. Inga underarter finns listade i Catalogue of Life.